# Everything I Own (album)
Everything I Own è una raccolta solista del cantante anglo-irlandese Boy George pubblicata nel 1999 dall'etichetta olandese Disky, già editrice del formato compact disc del primo album dei Culture Club, Kissing to Be Clever.

## Il disco
La raccolta, uscita lo stesso anno dell'album di inediti The Unrecoupable One Man Bandit, contiene 14 brani tratti da tre album solisti di Boy George: i primi due, Sold del 1987 e Tense Nervous Headache del 1988, e il quinto, Cheapness and Beauty del 1995. Oltre a contenere il singolo omonimo, la raccolta ripropone altri 5 brani tratti da Sold (gli altri 3 singoli, Freedom e Where Are You Now When I Need You, rispettivamente pezzo di chiusura dell'album e lato B del quarto singolo To be Reborn) e 3 pezzi da Cheapness and Beauty (la title track in versione acustica, il singolo Il Adore, più tardi reinserito anche nella colonna sonora del musical Taboo, e un'altra ballata del disco, If I Could Fly).

## Tracce
1. "Everything I Own" - 3:53 (Gates; Sold, 1987)
2. "Sold" - 3:54 (O'Dowd/Martin/Dozier; Sold, 1987)
3. "To be Reborn" - 4:23 (O'Dowd/Dozier; Sold, 1987)
4. "Keep Me in Mind" - 4:03 (O'Dowd/Nightingale/Brown; Sold, 1987)
5. "What Becomes of the Broken Hearted" - 3:43 (Weatherspoon/Dean/Riser; Tense Nervous Headache, 1988)
6. "Whisper" - 5:41 (O'Dowd/Maidman/Bobby Z; Tense Nervous Headache, 1988)
7. "Where Are You Now (When I Need You?)" - 4:17 (O'Dowd/Skinner/Fletcher/Martin/Nightingale/Maidman/Wickens; Sold, 1987)
8. "Il Adore" - 6:13 (O'Dowd/Themis, Cheapness and Beauty, 1995)
9. "Something Strange Called Love" - 6:02 (O'Dowd/Vincent/Dewar; Tense Nervous Headache, 1988)
10. "If I Could Fly" - 4:05 (O'Dowd/Themis, Cheapness and Beauty, 1995)
11. "Don't Cry" - 4:07 (O'Dowd/Maidman/Bobby Z; Tense Nervous Headache, 1988)
12. "Freedom" - 3:48 (O'Dowd/Martin/Fletcher; Sold, 1987)
13. "I Love You" - 4:47 (O'Dowd/Maidman/Nightingale/Fletcher; Tense Nervous Headache, 1988)
14. "Cheapness and Beauty" (acoustic version) - 4:00 (O'Dowd/Themis; Cheapness and Beauty, 1995)

## Formazione
- Boy George: voce
- John Themis: produzione brani tratti da Cheapness and Beauty
- Steve Levine: produzione brani tratti da Sold
- Bobby Z: produzione brani tratti da Tense Nervous Headache
- Sunshine: fotografia
- Van Dijken, Enschede: design copertina